# Abierto Mexicano de Raquetas 2012
El Abierto Mexicano de Raquetas 2012 fue un evento deportivo de Squash y Raquetbol celebrado en las ciudades de Zinacantepec y Toluca en el Estado de México entre el 30 de octubre y el 4 de noviembre de 2012. 
El torneo de Squash se celebró en ambas ramas, el campeón fue el francés Gregory Gaultier quien venció en la final al egipcio Omar Mosaad; mientras que en la rama femenil la inglesa Sarah Jane-Perry se impuso a la danesa Line Hansen.
El torneo de Raquetbol se celebró únicamente en la rama femenil y la mexicana Paola Longoria se impuso a la estadounidense Rhonda Rajsich, con este triunfo Paola Longoria se confirmó como la número uno del ranking mundial y mantuvo su racha invicta de más de un año.

## Organización
El torneo sufrió de problemas de organización, debido a que la cancha portátil en la que se jugarían todos los duelos no estuvo lista para la fecha de inicio del torneo, por lo que la mayoría de los encuentros no se celebraron en la Plaza de los Mártires de Toluca como estaba planeado, sino en la Ciudad Deportiva del Instituto Mexiquense de Cultura Física y Deporte en la vecina ciudad de Zinacantepec.
Esto provocó las críticas de Paola Longoria, quien criticó al gobierno del Estado de México encabezado por Eruviel Ávila por no preparar las instalaciones con tiempo a pesar de que sabían que Toluca fue designada sede del evento con seis meses de antelación. La raquetbolista lamentó que el país desperdiciara la oportunidad de lucirse con el primer torneo de Grand Slam que recibió y lamentó que usaran su imagen para promover un torneo de mala calidad, donde la mayoría de la gente que compró boletos finalmente no pudo ver los partidos.
Finalmente sólo el partido final entre Paola Longoria y Rhonda Rajsich se jugó en la cancha portátil de Toluca, cuya instalación finalizó minutos antes del inicio del partido. Antes de la final el director del evento se disculpó ante el público asistente por los problemas en la organización.

## Torneo de Raquetbol
El Abierto fue considerado como un Grand Slam por el Ladies Professional Racquetball Tour, con lo cual los puntos otorgados a las competidoras para el ranking mundial fueron del doble que en un torneo de menor nivel. El Abierto repartió una bolsa de 25 mil dólares en premios, una de las más grandes de la temporada 2012-13.